# Cyclophora plumbomarginata
Cyclophora plumbomarginata là một loài bướm đêm trong họ Geometridae.